# Гвоздика травянка
Гвозди́ка травя́нка (лат. Diánthus deltoídes) — вид многолетних травянистых растений рода Гвоздика семейства Гвоздичные (Caryophyllaceae).

## Биологическое описание
Высота 20—40 см.

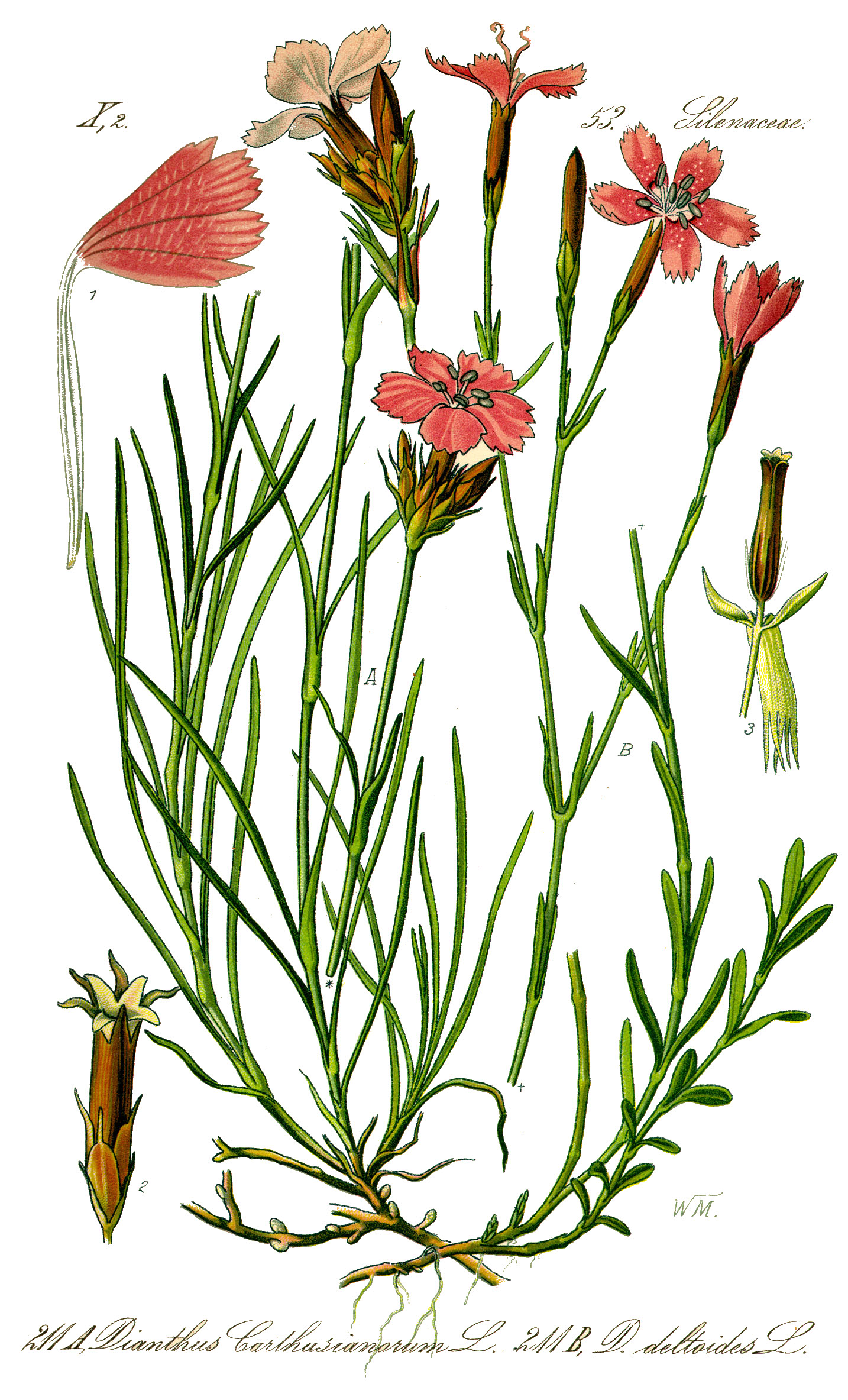

Растение имеет короткое ветвистое корневище.
Стебли двух видов: нецветоносные стебли густо облиственные, более короткие; цветоносные значительно длиннее и в верхней части вильчато разветвлённые.
Листья прикорневой розетки линейно-продолговатые, зимующие. Стеблевые листья у основания не срастающиеся, шириной 1—3 мм, с тремя жилками, по краю мелкогородчатые.
Цветки собраны в продолговатые вильчатые соцветия, отдельные цветки — на длинных цветоножках длиной 1—3 см. Прицветные чешуи широкоплёнчатые, доходящие до середины чашечки. Чашечка пурпурного цвета, лепестки венчика — карминно-красного цвета. Цветёт с конца июня до середины октября.
Формула цветка:{\displaystyle \ast K_{(5)}\;C_{5}\;A_{5+5}\;G_{({\underline {2}})}}
Плод сухой, в виде коробочки, раскрывающейся зубцами, одногнёздный, с центральным семяносцем; семян много.

## Распространение и экология
Евразийский вид, встречающийся от атлантического побережья Западной Европы (Испания, Франция) до Сибири (Иркутская область, Тыва); также растёт в Джамму и Кашмире (Индия).
Наиболее благоприятные условия для растения — при субокеаническом климате. Входит в различные растительные сообщества: обитает в травянистых зарослях, на сухих и каменистых почвах, заброшенных полях и межах.

## Значение и применение
Гвоздика травянка может использоваться в декоративном садоводстве. Примечательна обильным продолжительным цветением и неприхотливостью, эффектна при посадке отдельными группами на сухих почвах, используется в рокариях и как бордюрное растение.

## Классификация

### Таксономия
Dianthus deltoides L., 1753, Sp. Pl.: 411
Вид Гвоздика травянка относится к роду Гвоздика (Dianthus) семейства Гвоздичные (Caryophyllaceae) порядка Гвоздичноцветные (Caryophyllales). Кладограмма в соответствии с Системой APG IV по состоянию на декабрь 2023 года:
|  |                                      |  |                                   |                                   |                      |  | ещё 40 семейств | ещё 40 семейств |                   |  |                         |  | еще 409 подтвержденных видов и 21 вид, ожидающий подтверждения | еще 409 подтвержденных видов и 21 вид, ожидающий подтверждения |  |
|  |                                      |  |                                   |                                   |                      |  | ещё 40 семейств | ещё 40 семейств |                   |  |                         |  | еще 409 подтвержденных видов и 21 вид, ожидающий подтверждения | еще 409 подтвержденных видов и 21 вид, ожидающий подтверждения |  |
|  |                                      |  |                                   | порядок Гвоздичноцветные          |                      |  |                 |                 | род Гвоздика      |  |                         |  |                                                                |                                                                |  |
|  |                                      |  |                                   | порядок Гвоздичноцветные          |                      |  |                 |                 | род Гвоздика      |  | 2 внутривидовых таксона |  |                                                                |                                                                |  |
|  | отдел Цветковые, или Покрытосеменные |  |                                   |                                   | семейство Гвоздичные |  |                 |                 | Гвоздика травянка |  |                         |  |                                                                |                                                                |  |
|  | отдел Цветковые, или Покрытосеменные |  |                                   |                                   |                      |  |                 |                 |                   |  |                         |  |                                                                |                                                                |  |
|  |                                      |  | ещё 63 порядка цветковых растений | ещё 63 порядка цветковых растений |                      |  |                 | еще 97 родов    | еще 97 родов      |  |                         |  |                                                                |                                                                |  |
|  |                                      |  |                                   | ещё 63 порядка цветковых растений |                      |  |                 |                 | еще 97 родов      |  |                         |  |                                                                |                                                                |  |

### Внутривидовые таксоны
Выделяют два подвида:
- Dianthus deltoides L. subsp. deltoides
- Dianthus deltoides L. subsp. degenii (Bald.) Strid (1983) [syn.  Dianthus degenii Bald.]basionym. Этот подвид распространён в Венгрии, странах бывшей Югославии, Албании и Греции[1].

### Синонимы
- Caryophyllus deltoides (L.) Moench
- Caryophyllus glaucus (L.) Moench
- Cylichnanthus deltoides (L.) Dulac
- Dianthus albus Schkuhr ex Steud.
- Dianthus crenatus Gilib.
- Dianthus deltoides f. glaucus (L.) P.D.Sell
- Dianthus deltoides var. glaucus (L.) Trevir.
- Dianthus deltoides var. montanus Klett & Richt.
- Dianthus endressii Zahlbr. ex Conrath
- Dianthus glaucus L.
- Dianthus supinus Lam.
- Dianthus volgensis Ser.
- Silene deltoides (L.) E.H.L.Krause